# Красивое (Акмолинская область)
Красивое (каз. Красивое) — село в Есильском районе Акмолинской области Казахстана. Административный центр Красивинского сельского округа. Находится примерно в 27 км к востоку от центра города Есиль. Код КАТО — 114857100.

## Население
В 1999 году население села составляло 1501 человек (748 мужчин и 753 женщины). По данным переписи 2009 года, в селе проживало 1115 человек (544 мужчины и 571 женщина).

## История
Село Красивое образовано в 1905 году немецкими переселенцами из Поднепровья и Полтавской губерний. На дату заселения указал старый заросший колодец, на крышке которого стоит год, когда его выкопали — 1905. Прежде в этой местности на реке Кызылсу, что в переводе означает «красная вода», жил богатый род казахов. Селение называли Табия по имени девушки. В 1989 году 50 % населения села составляли немцы.